# Honda Center
El Honda Center, antes conocido como Arrowhead Pond of Anaheim y coloquialmente llamado The Pond, es un pabellón deportivo en Anaheim, California. Es sede del equipo de hockey sobre hielo Anaheim Ducks de la National Hockey League desde 1993 y Los Angeles Kiss de la Arena Football League desde 2014. Anteriormente fue sede del equipo de baloncesto Los Angeles Clippers de la NBA entre 1994 y 1998. Además de equipos de ligas menores.
Originariamente llamado Anaheim Arena, fue completado en 1993 con un costo de 123 millones de dólares, Arrowhead Water pagó 15 millones de dólares por los derechos del nombre durante 10 años en octubre de 1993 y luego Honda los adquirió por 60 millones de dólares para 15 años, más tarde cambiaría su nombre por el actual en octubre de 2006.

## Historia
El estadio se inauguró el 19 de junio de 1993 con un concierto de Barry Manilow como primer evento, desde entonces ha sido anfitrión de numerosos acontecimientos tales como en 2003 y 2007 en la final de la Copa Stanley.
También fue sede de cinco ediciones del campeonato de baloncesto masculino de la NCAA, al igual que el campeonato de hockey sobre hielo masculino de la NCAA de 1999.
Allí se han realizado combates de artes marciales mixtas, entre ellos UFC 59, UFC 63, UFC 76, UFC 121 y UFC 241. En 2005 fue sede del Campeonato Mundial de Bádminton de 2005.
También se han celebrado importantes espectáculos de lucha libre profesional como: WrestleMania XII en 1996, WrestleMania 2000 (XVI) en 2000 y Royal Rumble en 1999.
Asimismo, se han realizado numerosos conciertos musicales en el estadio, como los de Gloria Trevi, Demi Lovato, AC/DC, Kiss, Machine Head, TLC, Buckcherry, Gwen Stefani, Depeche Mode, David Bowie, Morrissey, Nine Inch Nails, Aerosmith, Mariah Carey, Gloria Estefan, Céline Dion, Boyz II Men, Coldplay, REM, U2, Shakira, Korn, Metallica, Madonna, Phil Collins, Queen + Paul Rodgers, Britney Spears, Barbra Streisand, Shania Twain, Destiny's Child, Beyoncé Knowles, 'N Sync, Maroon 5 , Justin Timberlake, Miley Cyrus, Jonas Brothers, Christina Aguilera, Chayanne, Janet Jackson, The Rolling Stones, Paul McCartney, Jennifer Lopez, Marc Anthony y Selena Gomez.
El 6 de diciembre de 2000, la música Tina Turner realizó su último concierto en el estadio para la grabación de Twenty Four Seven Tour, pero después de la demanda popular, Turner volvió a la escena ante un lleno completo el 14 de octubre de 2008, para su Tina!: 50th Anniversary Tour.
En septiembre de 2014, se dio a conocer que sería sede de los MTV Latin America Awards en noviembre de este mismo año. El show contará con las actuaciones de Prince Royce con Selena Gomez, Ariana Grande con The Weeknd, Danna Paola, Cobra Starship entre otros, teniendo como presentación especial a Wisin junto a Pitbull y Chris Brown interpretando el tema "Control".